# خون‌واش
خون‌واش (نام علمی: Isachne) نام یک سرده از خانواده گندمیان است.